# Plac Generała Walerego Wróblewskiego we Wrocławiu

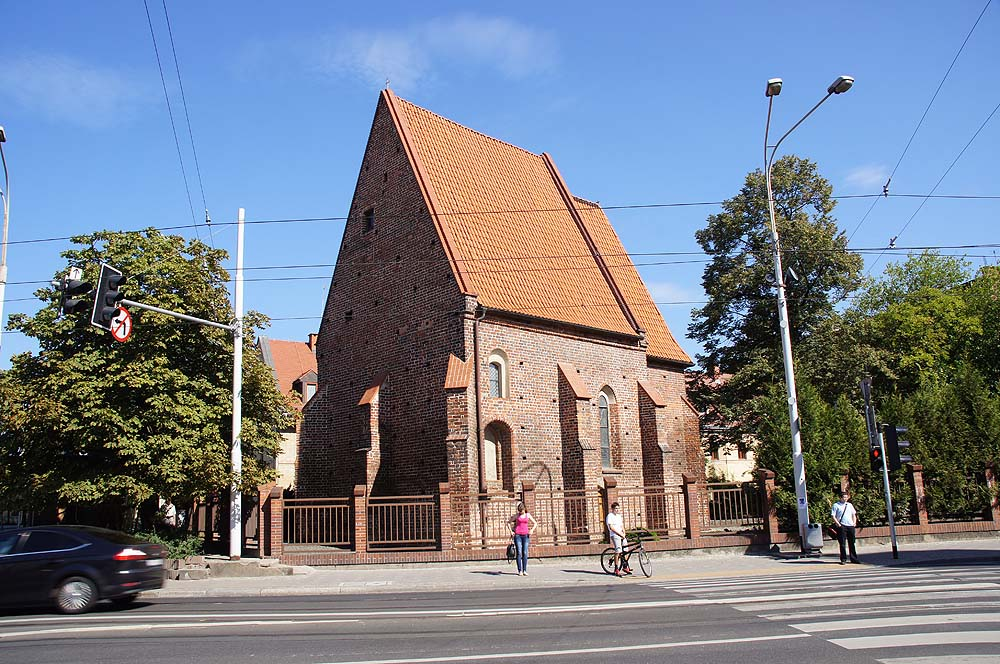
Kościół św. Łazarza.

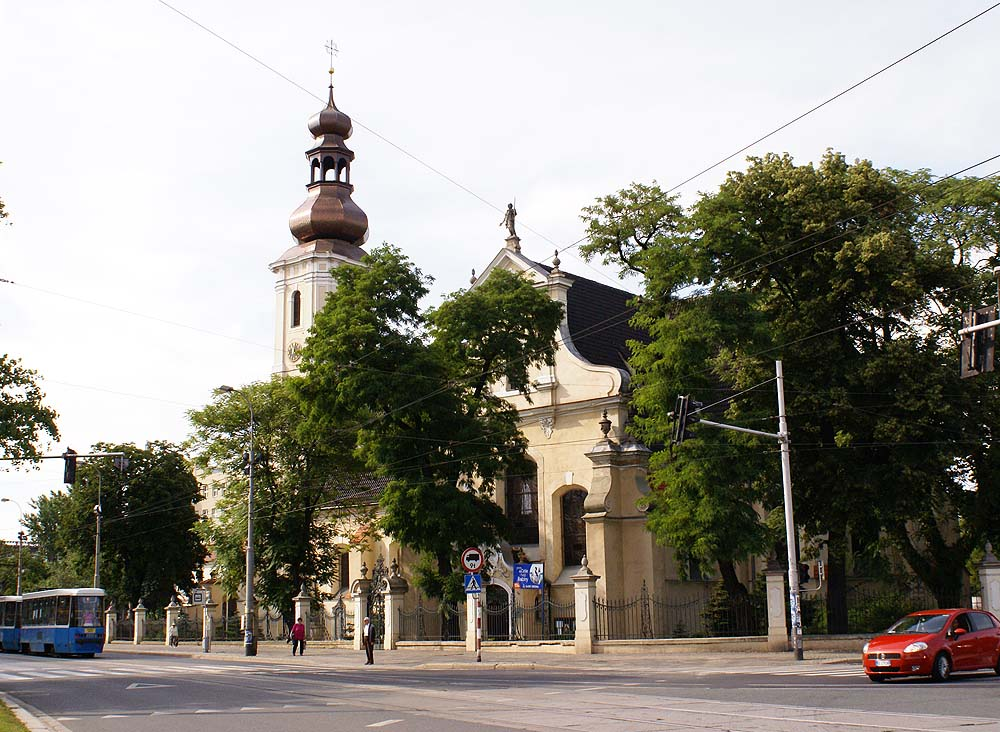
Kościół św. Maurycego.

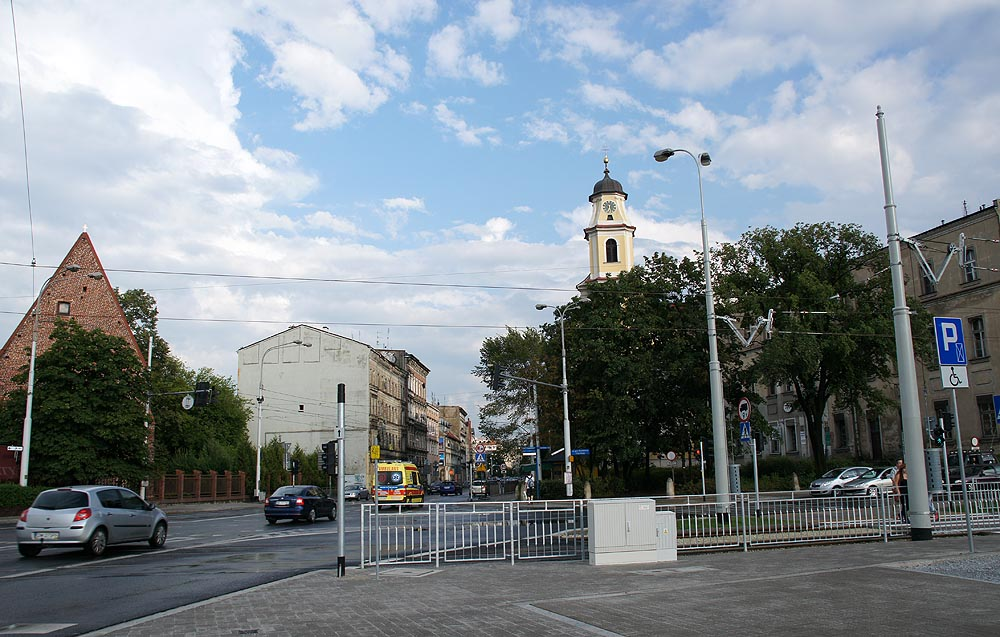
Widok z placu w kier. ul. Traugutta.

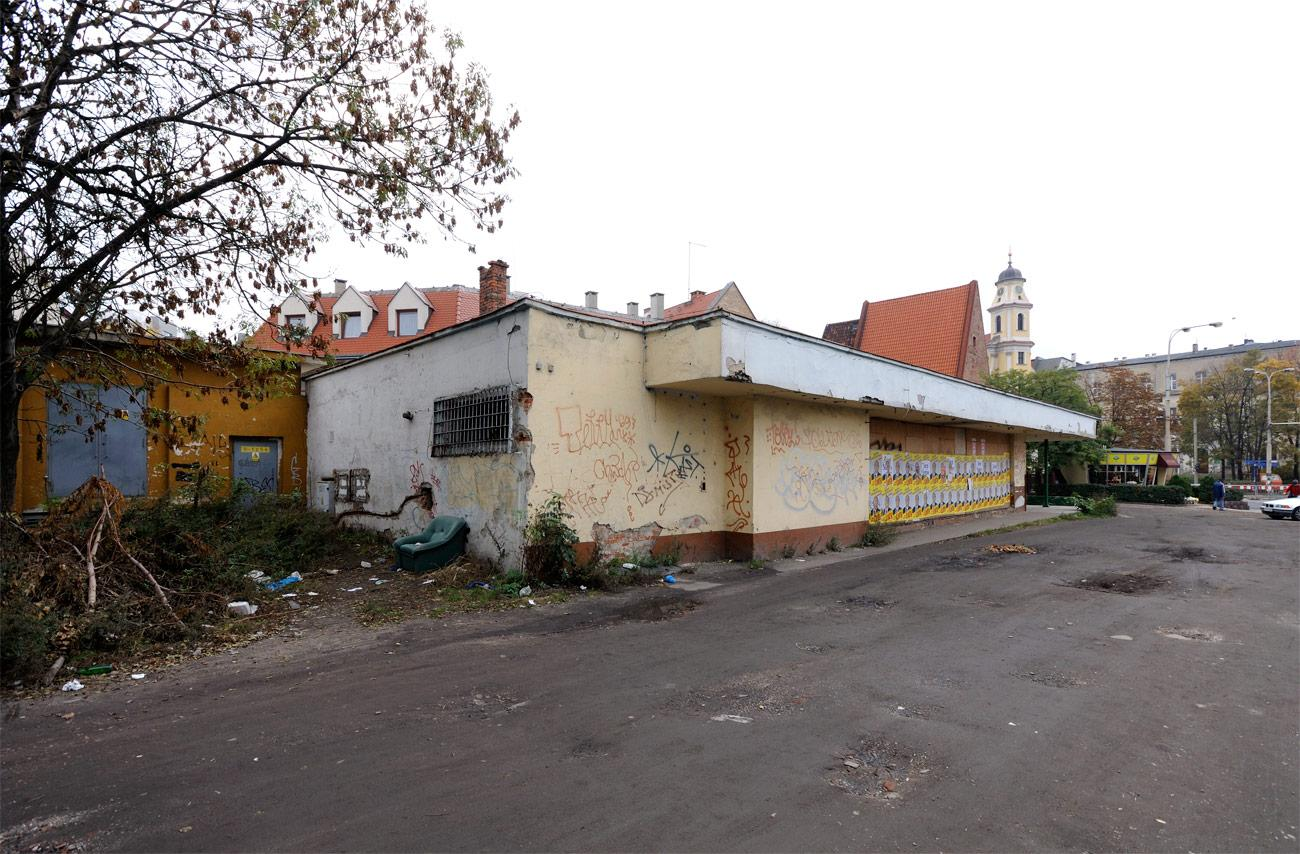
Pl. Wróblewskiego 1.

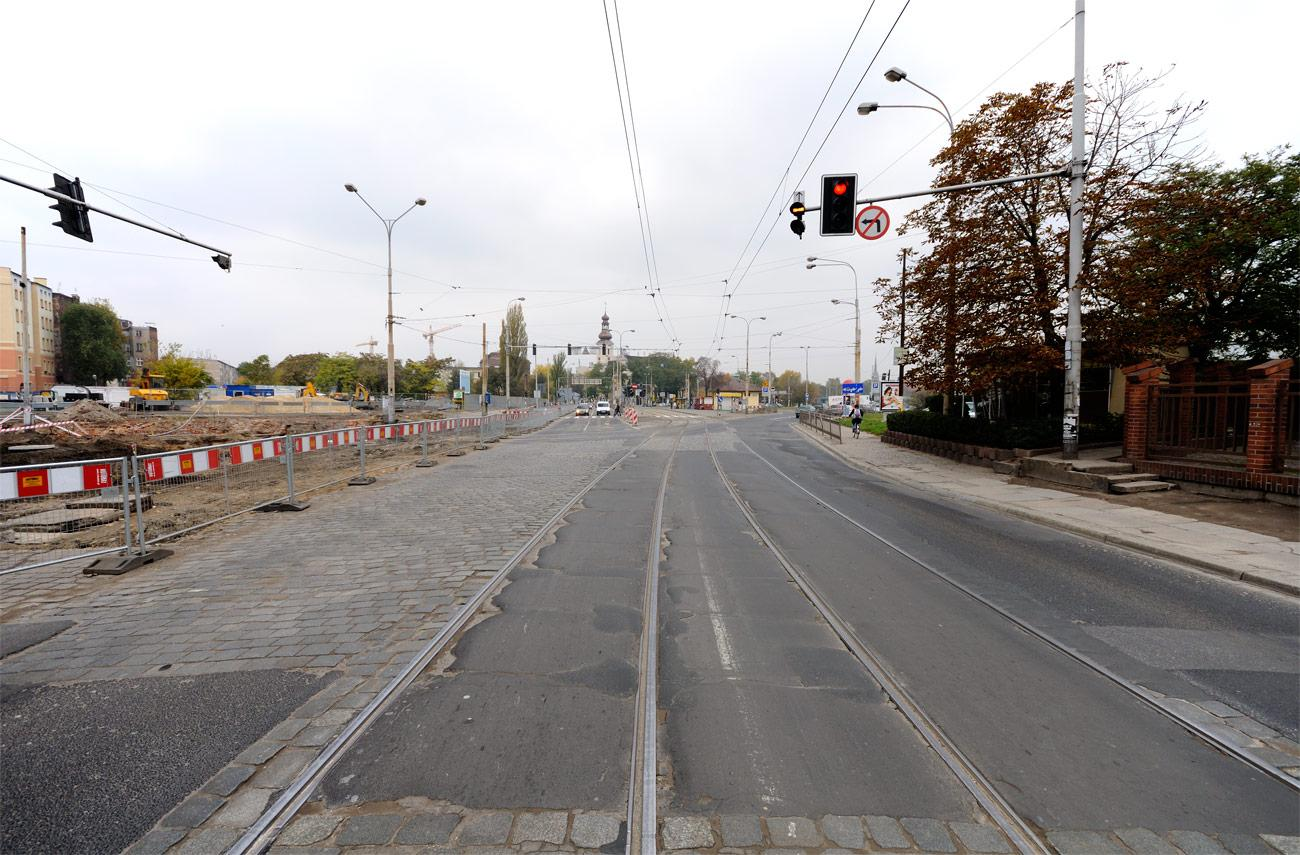
Ul. Traugutta w kier. placu (przed remontem).

Plac Generała Walerego Wróblewskiego (Mauritius Platz, Wołoski) – plac położony we Wrocławiu na osiedlu Przedmieście Oławskie (Ohlauer Vorstadt), w obrębie dzielnicy Krzyki . Współcześnie zachowany został jedynie układ komunikacyjny placu oraz po jego zachodniej stronie okalana murem zabudowa kościoła Świętego Maurycego, pozostała, istniejąca niegdyś, zabudowa Placu obecnie nie istnieje.

## Historia
Plac pierwotnie był końcowym odcinkiem ul. Walońskiej. W obszarze tym bowiem, w okolicach kościoła Świętego Maurycego wzniesionego w 1234 roku, znajdowała się osada Walonów osiedlonych w XII wieku (1138 rok), trudniących się w XIII i XIV wieku tkactwem. Korzystali oni także z pobliskich pastwisk komunalnych położonych między Oławą i Odrą.
Zabudowa wokół placu istniała już w połowie XVI wieku. W drugiej połowie XVIII wieku zabudowano także kwartał stanowiący plac, ograniczając go do dwóch krótkich uliczek. Obszar Przedmieścia Oławskiego został włączony do miasta w 1808 roku. Plan zabudowy tych obszarów położony na lewym brzegu rzeki Odry został sporządzony w 1856 roku i zabudowę realizowano sukcesywnie w XIX i XX wieku.
Główną ulicą Przedmieścia Oławskiego, która wcześniej stanowiła  fragment średniowiecznej drogi do Oławy, była współczesna ul. Generała Romualda Traugutta, przebiegająca bezpośrednio przy terenie placu.
Pod koniec XIX wieku wytyczono nowy odcinek drogi po wschodniej stronie kościoła, a po zachodniej stronie placu, stanowiącej część ulicy później noszącej nazwę ul. Kujawskiej (obecnie nieistniejącej). W latach 70. XX wieku wyburzono zabudowę dla potrzeb realizacji układu komunikacyjnego Placu Społecznego (obejmującego między innymi budowę estakad drogowych nad skrzyżowaniem). Pierwotny plac zachował się jedynie w obszarze układu komunikacyjnego ulic, a z dawnej zabudowy pozostał jedynie kompleks kościelny po zachodniej stronie placu obejmujący otoczony murem kościół i budynek plebanii.

## Nazwy placu
Plac w swojej historii nosił następujące nazwy:
- Mauritius Platz (do 1945)[4]
- Wołoski (1945–1951)[4]
- Plac Generała Walerego Wróblewskiego (od 18 marca 1951)[4].

## Ulice
Do placu przypisana jest ulica o długości 243 m klasy G (droga główna), którą wyznaczona jest droga krajowa nr 98 (niegdyś droga krajowa nr 8) oraz droga wewnętrzna o długości 80 m.
Ulice i place w najbliższym sąsiedztwie placu :
- ul. Generała Romualda Traugutta (Wallgasse, Weingasse-Vorverkgasse, Klosterstrasse)[8][11][12]
- ul. Kazimierza Pułaskiego[13]
- pl. Społeczny[14]
- ul. Walońska[15].

W obrębie placu przebiegają torowiska tramwajowe zbiegające się z czterech kierunków: biegnące wzdłuż Generała Romualda Traugutta, z ul. Kazimierza Pułaskiego oraz z pl. Społecznego . Położony w pobliżu przystanek nosi nazwę zaczerpniętą od tego placu – "pl. Wróblewskiego" .
Przy północno-wschodnim narożniku placu znajduje się także skrzyżowanie ul. Walońskiej z ul. Mazowiecką. W niektórych publikacjach i planach miasta pojawia się także po zachodniej stronie placu nazwa ulicy: ul. Kujawska. Nie ma takiej ulicy w zestawieniu Urzędu Miejskiego Wrocławia .

## Zabudowa i zagospodarowanie
Obecnie brak jest zabudowy samego Placu. Na południe po przeciwnej stronie ul. gen. Romualda Traugutta powstaje nowa inwestycja biurowa.
Według różnych koncepcji, w tym Rady Miasta Wrocławia, zawartych między innymi w miejscowym planie zagospodarowania przestrzennego z 2010 r. obecny układ ulic, zabudowy i zagospodarowania terenów obszaru Placu Walerego Wróblewskiego i dalej Placu Społecznego oraz Placu Powstańców Warszawy mają ulec radykalnej zmianie. Plany obejmują między innymi zabudowę mieszkalno-usługową i usługową dla niezabudowanych obecnie terenów oraz przebudowę układu ulic, w tym wybudowanie ulic głównych jako ulice podziemne.

## Ochrona i zabytki
Obszar Przedmieścia Oławskiego podlega ochronie konserwatorskiej, między innymi w zakresie historycznego, urbanistycznego układu przestrzennego z XIII-XIX wieku i wpisany jest do rejestru zabytków decyzją nr 538/A/05 z dnia 20.06.2005 roku.
Bezpośrednio przy Placu nie ma położonych obiektów zabytkowych, lecz istnieją obiekty stanowiące bezpośrednie jego otoczenie. Ochronie i wpisowi do ewidencji zabytków podlegają:
- kościół Św. Maurycego przy ul. Romualda Traugutta 36 wpisany do rejestru pod nr 426/86[26]
- plebania ww. kościoła przy ul. Romualda Traugutta 34-36 wpisany do rejestru pod nr 256[27]
- kościół Św. Łazarza przy ul. Romualda Traugutta 52 wpisany do rejestru pod nr 425/75[28]
- dawny szpital Św. Łazarza, obecnie Dom Pomocy Społecznej Caritas przy ul. Romualda Traugutta 54 wpisany do rejestru pod nr 433/74[29].

Ponadto ustanowiono ochronę konserwatorską ogrodzenia kościoła Św. Maurycego i plebanii przy ul. Romualda Traugutta 34-36 i położonej na zachód od Placu kamienicy przy ul. Romualda Traugutta 35.